# Saipura Airport
Saipura Airport är en flygplats i Bolivia.   Den ligger i departementet Santa Cruz, i den centrala delen av landet, 230 km öster om huvudstaden Sucre. Saipura Airport ligger 624 meter över havet.
Terrängen runt Saipura Airport är platt. Trakten runt Saipura Airport är nära nog obefolkad, med mindre än två invånare per kvadratkilometer.. Det finns inga samhällen i närheten.
I omgivningarna runt Saipura Airport växer i huvudsak lövfällande lövskog.